# Moving Still
Moving Still is een compositie, die Pelle Gudmundsen-Holmgreen in 2004 voltooide. Het werk werd geschreven in het kader van de festiviteiten voor de 200e geboortedag van Hans Christian Andersen. Beoogde uitvoerenden waren Paul Hillier en het Kronos Quartet.
Het werk zit vol tegenstellingen en anekdoten van de componist. Alleen al de titel Moving (bewegend) Still (stilstaand) is een aanwijzing. De twee delen staan ook qua muziek lijnrecht tegenover elkaar.

## Moving
Moving is gebaseerd op het verhaal Om årstusinder (Binnen 1000 jaar) van Andersen. Andersen voorspelde in dat verhaal dat binnen 1000 jaar Amerikanen naar Europa zouden komen om het binnen één week te bekijken en dan weer terug te gaan. Hij voorspelde dat dat niet via een boot zou gaan. Het verhaal vertelt de aankomst in Ierland met direct doortocht naar Engeland, Londen. Vervolgens met een (!) Kanaaltunnel naar Parijs, Frankrijk, even het Alhambra in Spanje bekijken, maar direct door naar Rome, Italië en even Griekenland aandoen. Nog niet bekomen van de kunst aldaar meteen door naar Duitsland en dan de Noordse landen. Een aandachtpunt is de Hekla op IJsland.
De zanger (of degene die de tape voorbewerkt) spreekt de tekst tegen een begeleiding van een strijkkwartet. Dat strijkkwartet speelt een soort minimal music, dat constant in beweging is. Wat opvalt is dat een van de mooiste zangstemmen (wordt algemeen gevonden) hier een verhaal in zijn moedertaal Engels moet voorlezen. Hij hoeft alleen rekening te houden met de vrij eenvoudig klinkende begeleiding; iets dat voor het Kronos Quartet geen uitdaging vormt.

## Still
Tegenover deel Moving staat Still. Hier wordt de tekst gezongen van I Danmark er het fodt (in Denemarken ben ik geboren) uit 1850, ook van Andersen. De tekst vormt eind 20e eeuw, begin 21e eeuw het alternatieve volkslied van Denemarken. Het land verkeert volgens vele Denen en waarschijnlijk ook volgens de componist, in een identiteitscrisis en men probeert erachter te komen wat nou zo Deens is aan de Denen. Zie bijvoorbeeld de crisis rond de spotprenten van Kurt Westergaard. Het patriottisme druipt van de tekst af. De componist laat hier echter Paul Hillier, die in Denemarken woont de tekst in het Deens (niet zijn moedertaal) zingen. Hillier is zelf dus immigrant en is het Deens wel machtig, maar zijn Engelse tongval blijft (voor Denen) hoorbaar. De muziek is hier veel meer lyrisch, maar weer op de achtergrond. Gudmundsen-Holmgreen heeft de meest bekende muziek, die voor de tekst gebruikt wordt, hergebruikt; de muziek is daarom een mengeling geworden van de muziek van Poul Schierbeck (leerling van Carl Nielsen) en Henrik Rung en van de componist zelf. Er is dus ook niets puurs aan de muziek; het is alleen Deens.

## Trivia
Bijkomend detail is dat het werk voor het eerst werd uitgevoerd buiten Denemarken. Op 19 oktober 2005 zong Hillier met het Kronos Quartet Moving Still in Tallinn, Estland.

## Discografie
- Uitgave Dacapo: Paul Hillier en het Kronos Quartet ; opnamen van 12 tot 14 november 2007.

## Bron
- de compact disc
- Website van de componist